# Ardisia microsoropsis
Ardisia microsoropsis är en viveväxtart som beskrevs av Benjamin Clemens Masterman Stone. Ardisia microsoropsis ingår i släktet Ardisia och familjen viveväxter. Inga underarter finns listade i Catalogue of Life.